# شقار كرمي الأوراق
الشقّار الكرمي الأوراق نوع نباتي ينتمي إلى جنس الشقّار من الفصيلة الحوذانية.